# Nurullah Esat Sümer
 (juin 2015).
Si vous disposez d'ouvrages ou d'articles de référence ou si vous connaissez des sites web de qualité traitant du thème abordé ici, merci de compléter l'article en donnant les références utiles à sa vérifiabilité et en les liant à la section « Notes et références ».
Nurullah Esat Sümer né en 1899 à Izmir et mort le 29 septembre 1973 est un homme politique turc. Il est Ministre des finances de la Turquie du 13 septembre 1944 au 7 août 1946.